# D979 (Ain)
De D979 is een departementale weg in het Franse departement Ain. De weg loopt van Bourg-en-Bresse naar Montréal-la-Cluse.

## Geschiedenis
Oorspronkelijk was de D979 onderdeel van de N79. In 1973 werd de weg overgedragen aan het departement Ain, omdat de weg geen belang meer had voor het doorgaande verkeer. De weg is toen omgenummerd tot D979.